# Óceáni cankó
Az óceáni cankó (Aechmorhynchus cancellatus) a madarak osztályának lilealakúak (Charadriiformes) rendjébe és a szalonkafélék (Scolopacidae) családjába tartozó faj.

## Rendszerezés
Besorolása vitatott, egyes rendszerezők a Prosobonia nembe sorolják Prosobonia cancellata néven.

## Előfordulása
A Francia Polinéziához tartozó Tuamotu-szigetekén honos. A természetes élőhelye szubtrópusi és trópusi köves partok, zátonyok, kavicsos partok és síkvidéki cserjések.

## Megjelenése
Átlagos testhossza 17 centiméter. Tollazata foltos és csíkos barna, vastag fehér szemöldöksávval.

## Életmódja
Gerinctelenekkel táplálkozik.